# پادشاهی سنگاپور
پادشاهی سنگاپور (مالایی: Kerajaan Singapura) یک پادشاهی هندو-بودایی مالایی بود که تصور می‌شود در طول تاریخ اولیه سنگاپور در جزیره اصلی آن تماسک از سال ۱۲۹۹ تا سقوط آن بین سال‌های ۱۳۹۶ و ۱۳۹۸ وجود داشته است. بر اساس برداشتهای رایج تاریخی این پادشاهی توسط سانگ نیلا اوتاما در سال ۱۲۹۹ ایجاد شد.
تاریخی واقعی این پادشاهی بر اساس داستانهای سالنامه مالایی معین نیست و بسیاری از مورخان فقط آخرین حاکم آن پارامساوارا (سری اسکندر شاه) را به عنوان یک شخصیت تاریخی واقعی و به عنوان اولین حاکم سلطان‌نشین ملاکا می‌شناسند. اگرچه شواهد باستان‌شناسی از فورت کنینگ هیل و سواحل مجاور رودخانه سنگاپور وجود یک سکونتگاه پر رونق و یک بندر تجاری را در قرن چهاردهم نشان می‌دهد و تأیید کننده این است که گزارش‌های دوره ساکنان در دودمان یوآن، در سکونتگاه‌های بندری در تماسک (سنگاپور) مبتنی بر واقعیت بوده است.
این سکونتگاه در قرن سیزدهم یا چهاردهم توسعه یافت و از یک پایگاه تجاری کوچک به یک مرکز پر رونق در تجارت بین‌الملل تبدیل شده و و به عنوان یک مرکز تجاری توانست مجمع الجزایر مالایی، هند و سلسله یوان را ماننده یک شبکه به هم متصل کند. این پادشاهی دو دشمن نیرومند در منطقه داشت که از شمال و جنوب آن را تهدید می‌کردند: آیوتایا از شمال و ماجاپاهیت از جنوب. این پادشاهی تا سال ۱۳۹۸ برپا ماند اما طبق سالنامه مالایی توسط سیامی‌ها و بر اساس منابع پرتغالی غارت شد. آخرین پادشاه سنگاپور، پارامساوارا، به ساحل غربی شبه‌جزیره مالایی گریخت تا سلطان‌نشین ملاکا را در سال ۱۴۰۰ تأسیس کند.

## تاریخ
تنها گزارش جامع از تاریخ سنگاپور در دوران پادشاهی در سالنامه مالایی نوشته شده است. سالنامه مالایی در اوج سلطنت مالاکا نوشته و گردآوری شده‌اند و در سال ۱۶۱۲ توسط دربار سلطان‌نشین جوهور دوباره گردآوری شدند وبر همین اساس بنیاد گزارش‌های تأسیس این پادشاهی نشین و جانشینی حاکمان و زوال آن است. از آنجایی که تاریخ خاصی در سالنامه مالایی ذکر نشده است، گاهشماری تاریخ پادشاهی سینگاپور همان‌طور که در سالنامه مالایی آمده، از تاریخ مرگ پارامساوارا محاسبه می‌شود. اگرچه گزارش‌های موجود در این سالنامه در مورد سلطان‌نشین ملاکا و سلطان‌نشین جوهور نسبتاً دقیق است، نمی‌توان همین را در مورد پادشاهی سنگاپور گفت؛ زیرا شواهد تأییدکننده کمی برای تأیید نوشتارهای آن وجود دارد؛ بنابراین مورخان به‌طور کلی در مورد واقعی بودن داستانهای روایت شده در سالنامه‌های نیمه تاریخی مالایی در خصوص پادشاهان سنگاپور تردید دارند. با این وجود برخی سینگاپور را یک دولت سیاسی مهم می‌دانند که بین زوال سریوجایا و ظهور مالاکا وجود داشته است. با این حال، پارامساوارا، آخرین فرمانروای سنگاپور و بنیان‌گذار سلطان‌نشین ملاکا ، شخصیتی است که می‌توان آن را واقعی دانست.
منابع پرتغالی اسکندر شاه را به عنوان پسر پارامساوارا نام برده‌اند، در منابع مربوط به سلسله مینگ از چین به نام اسکندر شاه به عنوان دومین فرمانروای مالاکا دارند. بسیاری از محققان مدرن معتقدند که پارامساوارا همان شخص اسکندر شاه است و برخی از محققان استدلال می‌کنند که آنها به دلیل تغییر نام پارامساوارا به اسکندر شاه پس از گرویدن او به اسکندر شاه اشتباه گرفته شده‌اند. با این حال، نظرات دیگری نیز وجود دارد، و بسیاری اکنون مگات اسکندر شاه را به عنوان پسر پارامساوارا می‌پذیرند.
تنها گزارش دست اول از سنگاپور قرن چهاردهم ممکن است توصیف مکانی به نام دانماکسی یا تماسک است که توسط که توسط وانگ در گزارشش از سفرهایش نوشته شده است. این نوشتار بیان می‌کند که می‌دهد که تماسک (سنگاپور) در زمان سفر وانگ در حدود سال ۱۳۳۰ توسط یک رئیس محلی یا به عبارت دیگر بر اساس این نوشته رئیس قبیل اداره می‌شد، وانگ همچنین به حمله سیامی‌ها در چند سال قبل از بازدید او با حدود ۷۰ کشتی به شهر تماسک و ناکامی آن‌ها در تصرف این شهر اشاره می‌کند.

## شواهد باستان
کاوش‌های باستان‌شناسی در تپه فورت کنینگ و مجاورت آن در امتداد سواحل رودخانه سنگاپور در سال ۱۹۸۴ توسط جان میکسیچ وجود یک سکونتگاه پر رونق و یک بندر تجاری را در طول قرن چهاردهم تأیید کرده است. در این کاووش ها بقایای دیواری با ابعادی قابل توجه در امتداد جاده استمفورد امروزی یافت شد. این دیوار توسط جان کرافورد حدود پنج متر عرض و سه متر ارتفاع توصیف شده است. همچنین این کاوش‌ها شواهدی از سازه‌های ساخته شده در جایی که اکنون تپه فورت کنینگاست را به همراه شواهدی از وجود باغ‌های میوه و ساختمانها را تأیید می‌کند. افسانه‌های محلی زمانی که بریتانیایی‌ها در اوایل دهه ۱۸۰۰ وارد شدند، آن را با خانواده سلطنتی سنگاپور باستان مرتبط می‌دانستند، در سال ۱۹۲۸، یک انبار زیور آلات طلا توسط کارگران حفاری تپه برای مخزن فورت کنینگ پیدا شد، از جمله یک جفت بازوهای انعطاف‌پذیر تقریباً یکسان، یک حلقه انگشت با نقش پرنده مانند، سه جفت حلقه دایره ای (شاید گوشواره)، یک تزئین بیضوی، و یک قفل جواهری با نقش دیسک و حلزون. بیشتر اینها در طول اشغال سنگاپور توسط ژاپن در جنگ جهانی دوم از بین رفتند و تنها یکی از بازوبندها و دو حلقه دایره ای باقی مانده است. قطعات متعددی از سرامیک، چینی و سایر اشیاء در سه مکان مختلف در اطراف رودخانه سنگاپور و فورت کانینگ هیل یافت شده است، برداشتها بر این است که همه اینها یافته‌ها این تصور را تأیید می‌کند که سنگاپور در قرن چهاردهم یک مرکز سیاسی و تجاری بوده است.

## فرمانروایان

### سانگ نیلا اوتاما
نخستین فرمانروای پادشاهی سنگاپور سانگ نیلا اوتاما است که این پادشاهی را در سال ۱۲۹۹ بنا نهاد. و تا سال ۱۳۴۷ بر این منطقه حکومت می‌کرد.
سیامی‌ها در این دوره تلاش کردند تا پادشاهی جزیره را تحت سلطه خود درآورند. طبق گزارش وانگ، چند سال قبل از بازدید از تماسک یعنی در دهه ۱۳۳۰، یک ناوگان سیامی متشکل از ۷۰ زباله به پادشاهی سنگاپور حمله ای کردند. سنگاپور به دلیل داشتن خندق و باروی مستحکم خود توانست در برابر این ناوگان به مدت یک ماه مقاومت کند که در انتها سیامی‌ها با دخالت امپراتوری سلسله یوان عقب‌نشینی کردند.

### سری ویکراما
در سال ۱۳۴۷، سری تری بوآنا پس از درگذشت سانگ نیلا اوتاما به پادشاهی رسید. وی در این مدت دارای یک دشمن بزرگ یعنی امپراتوری ماجاپاهیت به رهبری هیام وروک بود. او در سال ۱۳۵۰ ناوگانی متشکل از ۱۰۰ قایق را برای تسخیر تماسک (سنگاپور) فرستاد در برابر سنگاپوری‌ها با گردهم آوردن ۴۰۰ قایق به مقابله پرداختند و در نهایت پس از ۳ روز جنگ ناوگان امپراتوری شکست خورده و به سرزمین خود برگشت.

### سری رانا ویکراما
سری ویکراما ویرا در سال ۱۳۶۲ درگذشت و پسرش سری رانا ویکراما جانشین او شد.

### سری
در سال ۱۳۷۵، سری مهاراجه جانشین رانا ویکراما شد. بر اساس سالنامه مالایی، سلطنت سری مهاراجه با رویداد هجوم منقارماهیان مواجه شد که سواحل سینگاپور را ویران می‌کردند. گفته می‌شود که پسر جوانی به نام هانگ ندیم، برای دفع هجوم منقارماهیان پیشنهاد می‌دهد که با کاشت بوته‌های موز در امتداد خط ساحلی نوعی محافظ ایجاد شود که درزمان پریدن از آب هجوم ماهیان گیر کنند و باعث تخریب خانه‌ها و ساحل نشوند.

### اسکندر شاه
در سال ۱۳۸۷، پادوکا سری مهاراجه مرد و فرزندش اسکندر شاه جانشین او شد بر اساس نام و عنوان فارسی او، اعتقاد بر این است که اسکندر شاه اولین پادشاه سنگاپور بود که اسلام را پذیرفت. با این حال، گزارش‌های پیرس پرتغالی ادعا می‌کند که اسکندر شاه در سن ۷۲ سالگی مسلمان شد.

## سقوط سنگاپور
بر اساس سالنامه مالایی داستان سقوط سینگاپور و فرار آخرین پادشاه آن با متهم کردن یکی از صیغه‌های اسکندر شاه توسط او به زنا آغاز می‌شود. پادشاه او را در انظار عمومی برهنه کرده و می‌چرخاند. سانگ راجونا تاپا اه پدر این همسر صیغه ای، که یکی از مقامات دربار اسکندر ش نیز بود، مخفیانه پیامی به پادشاه ماجاپاهیت فرستاده و متعهد شد که در صورت تصمیم پادشاه برای حمله به سینگاپور از او حمایت کند. در سال ۱۳۹۸، ماجاپاهیت ناوگانی متشکل از ۳۰۰ کشتی جنگی بزرگ و صدها کشتی کوچکتر را با حدود ۲۰۰۰۰۰ نفر اعزام کرد.
سربازان جاوه ابتدا در نبردی خارج از قلعه با مدافعان درگیر شده و سپس آنها را مجبور به عقب‌نشینی به پشت دیوارها کردند. نیروی مهاجم شهر را یک ماه محاصره کرد اما بارها تلاشش برای ورود به قلعه ناموفق ماند. پس از گذشت حدود یک ماه، غذای ساکنان شهر در قلعه شروع به اتمام کرد و مردم و مدافعان در آستانه گرسنگی قرار گرفتند. از سانگ راجونا تاپا وزیر دربار اسکندرشاه خواسته شد تا غلات باقی مانده را که از انبار سلطنتی خارج کرده و بین مردم توزیع کند. وزیر با دیدن این فرصت برای انتقام، به پادشاه دروغ گفت و اعلام کرد که دیگر غذایی باقی نمانده است. غلات توزیع نشد و مردم از گرسنگی مردند. اما حمله نهایی و سقوط قلعه زمانی رخ داد که دروازه‌ها به دستور وزیر باز شدند. اسکندر شاه و افراد وفادار به او که شکست خود را قریب‌الوقوع دیدند، از جزیره گریختند. سربازان به داخل قلعه رفته و قتل‌عام وحشتناکی توسط مهاجمان رخ داد. بر اساس سالنامه مالایی، «خون مانند رودخانه جاری شد». گفته می‌شود که لکه‌های قرمز روی خاک لاتریت سنگاپور خون آن قتل‌عام است.